# 高天原山
高天原山（たかまがはらやま）は、群馬県と長野県の県境にある標高1,978.6mの山である。高天原とは神話における天の世界のことで、別名、蟻ヶ峰・ショナミの頭。

## 地理
秩父山地北部の群馬県と長野県の県境に位置し、群馬県側では南部の多野郡上野村大字楢原、長野県側では中東部の南佐久郡川上村大字梓山と南相木村の各一部である。山頂には「蟻ケ峠」という名称の二等三角点が設置されている。

## 航空事故現場
当山の北東、群馬県側の尾根には、1985年8月12日に発生した日本航空123便墜落事故の墜落現場（北緯36度0分5秒 東経138度41分38秒 / 北緯36.00139度 東経138.69389度、標高1,565m）がある。事故当時の報道では、「御巣鷹山に墜落」と伝えられていたが、正確には「高天原山に属する尾根」である。
その後、墜落地点である高天原山の尾根は、当時の上野村村長であった黒沢丈夫により「御巣鷹の尾根」と命名されている。

## 隣接する山
- 御巣鷹山